# Distrito de Chalchuapa
El Distrito de Chalchuapa es uno de los tres distritos en que se dividía originalmente el departamento de Santa Ana, en El Salvador. Fue creado en el año de 1880.
El distrito de Chalchuapa estaba formado por los siguientes municipios:
- Chalchuapa
- Candelaria de la Frontera
- El Porvenir
- San Sebastián Salitrillo

A partir de la década de 1940, los distritos empezarían a perder significación práctica, siendo en las décadas siguientes olvidados en la definición de nuevas unidades territoriales; pasando a comprender la organización del país únicamente dos niveles,  el departamental y el municipal.
Para el año 2023, se realiza una reestructuración de los municipios restaurando el sistema distrital únicamente como una división auxiliar al municipal. Los municipios (ahora distritos municipales) del antiguo Distrito de Chalchuapa se integran  a los distritos de San Antonio Pajonal y Santiago de la Frontera (del antiguo distrito de Metapán) como la nueva Municipalidad de Santa Ana Oeste.